# 다테 무네아쓰

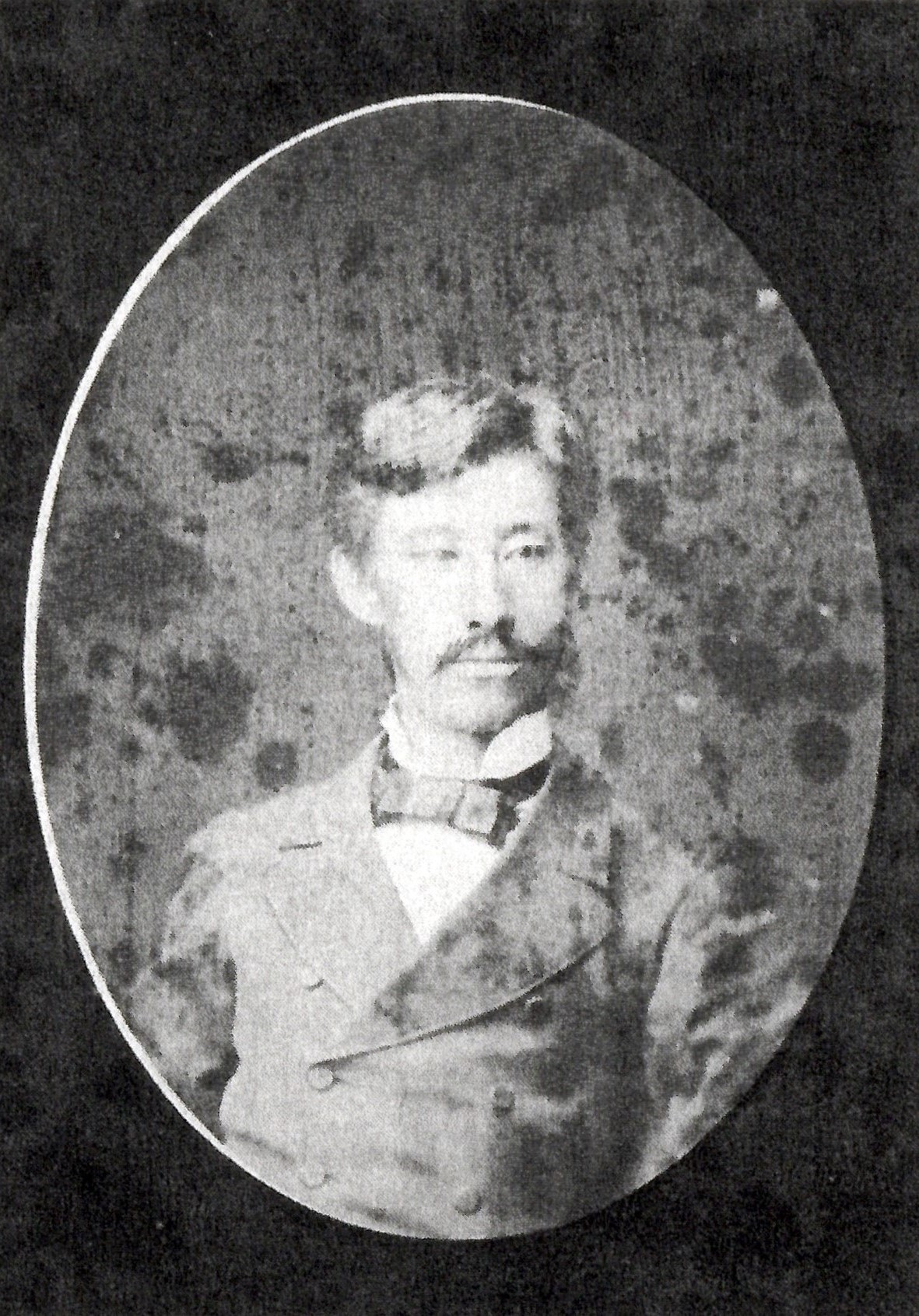
다테 무네아쓰

다테 무네아쓰(일본어: 伊達宗敦, 1852년 6월 20일 ~ 1907년 1월 6일)는 센다이번지사이다.
가에이 5년, 우와지마번주 다테 무네나리의 둘째 아들(다섯째 아들이라고도 함)로 태어났다. 센다이 번의 13대 번주 다테 요시쿠니의 양자가 되어 적자로 요시쿠니의 뒤를 이을 예정이었으나, 게이오 4년, 아버지 요시쿠니가 오우에쓰 열번동맹의 맹주였다는 죄목으로 신정부로부터 근신 처분을 받으면서 무네아쓰도 폐적되었다. 대신 요시쿠니의 넷째 아들 무네모토가 그 뒤를 이어 14대 번주가 되었다. 하지만 무네모토는 나이가 어려서 정무를 볼 수 없었고, 결국 메이지 3년(1870년), 신정부는 무네아쓰의 근신을 해제하고 무네아쓰를 무네모토 대신 새 지번사로 임명하였다. 하지만 다테 가문의 당주 자리는 무네모토가 계속 차지하였다.
1871년 폐번치현 이후 영국으로 유학을 갔으며, 1884년에는 새로 가문을 일으켜, 1888년에 남작이 되었다. 1890년에는 귀족원 의원이 되었고, 1907년에 56세의 나이로 사망하였다. 무네아쓰로 시작되는 다테 남작 가문은 맏아들 무네쓰네가 계승하였다.
| 전임 다테 무네모토 | 제2대 센다이번 번지사 1870년 ~ 1871년 | 후임 폐번치현 |